# Romain (Marna)
Romain – miejscowość i gmina we Francji, w regionie Grand Est, w departamencie Marna.
Według danych na rok 2009 gminę zamieszkiwało 317 osób, a gęstość zaludnienia wynosiła 37 osób/km².